# 布桑
布桑（法語：Boussens）是瑞士联邦西部法语区的沃州下设的一个市镇。在行政上属于沃州格罗区管辖。布桑的总面积为3.15平方公里。截至2007年，总人口为752。